# Annemarie Heinrich (Fotografin)

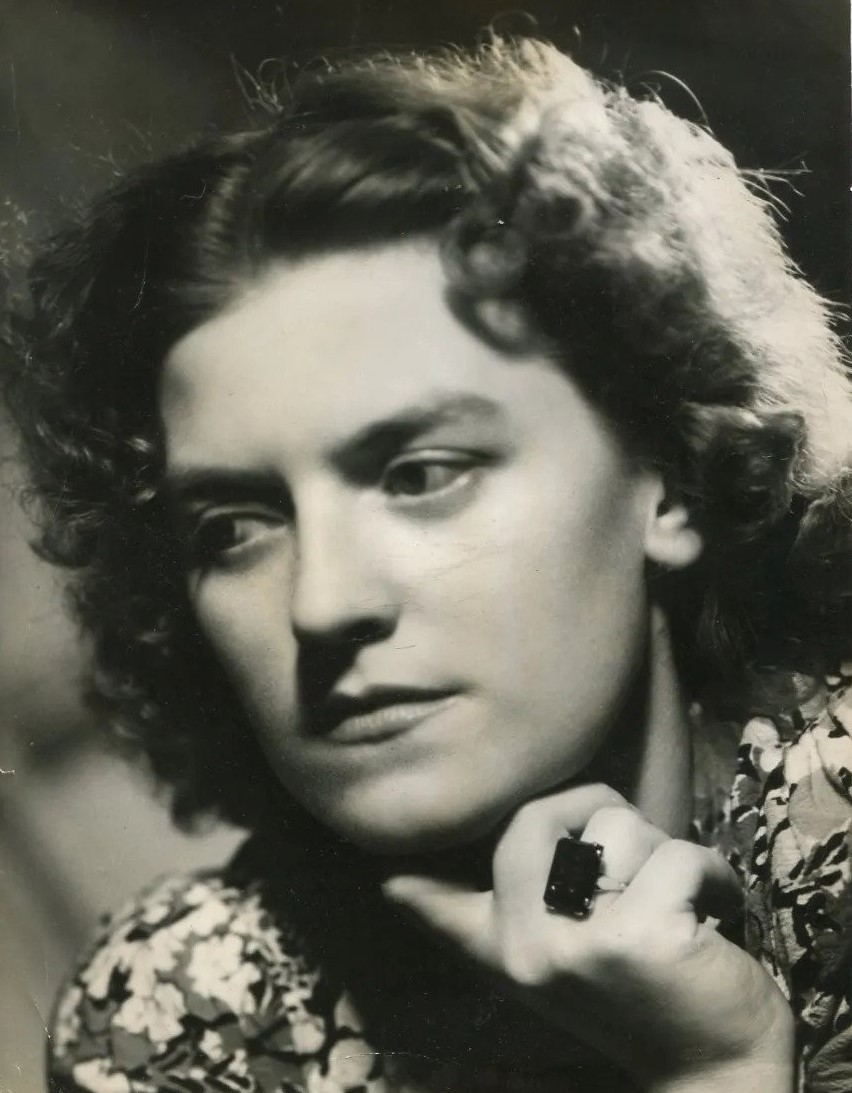
Selbstporträt

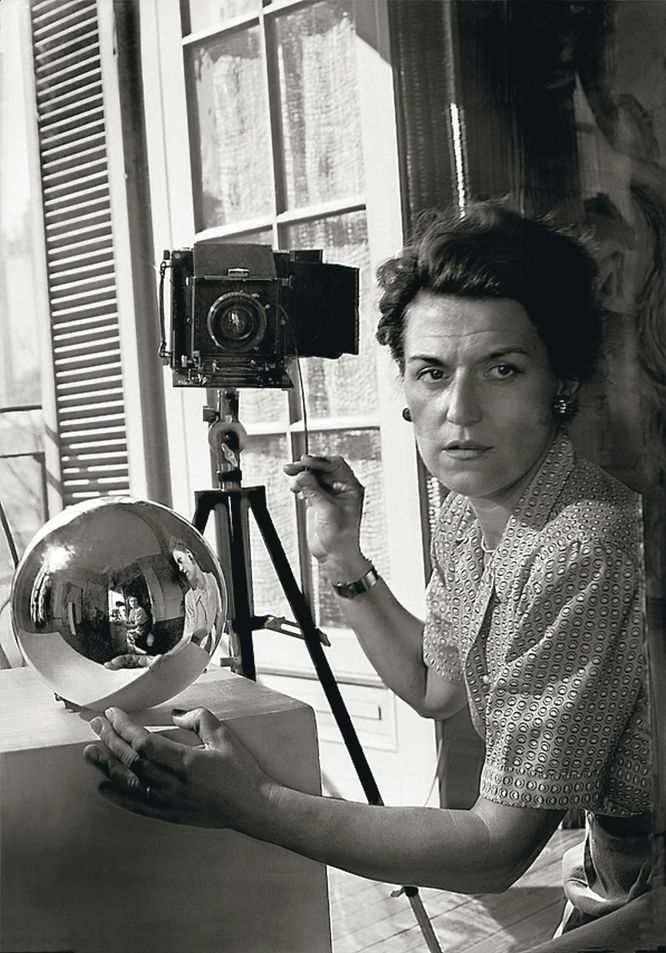
Selbstporträt, zirka 1945

Annemarie Heinrich (* 9. Januar 1912 in Darmstadt, Deutsches Kaiserreich; † 22. September 2005 in Buenos Aires, Argentinien) war eine argentinische Fotografin deutscher Herkunft.

## Leben

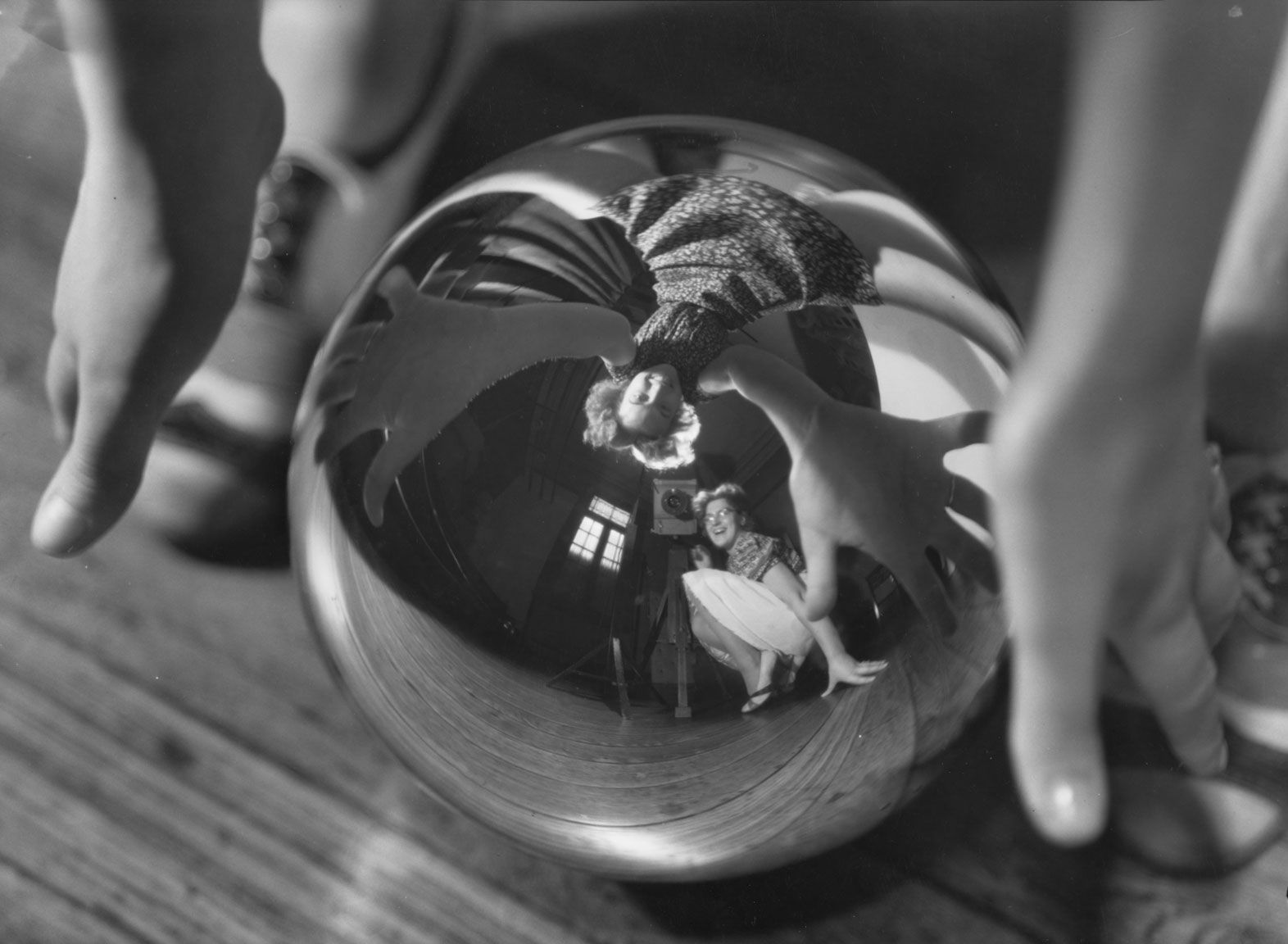
Selbstporträt mit Ursula, 1938

Annemarie Heinrich wurde 1912 in Darmstadt geboren. Sie wuchs in Berlin auf, bis die Familie 1926 aus wirtschaftlichen und politischen Gründen nach Argentinien auswanderte. Dort begann sie ihre fotografische Ausbildung in Larroque (Departamento Gualeguaychú) und eröffnete im Alter von 19 Jahren ihr erstes Fotostudio.
1938 folgte eine erste Ausstellung ihrer Bilder. Bald spezialisierte sie sich vor allem auf Porträtaufnahmen sowie Tanz-, Mode- und Aktfotografie.
Bekannt wurde Heinrich vor allem durch ihre Aufnahmen argentinischer Stars. So fotografierte sie unter anderem Eva Perón, Armando Bó, Flora Nudelman, Zully Moreno, Mirtha Legrand, Ernesto Bianco, Graciela Borges, Isabel Sarli, Tita Merello, Pinky, Bárbara Mujica, Susana Freyre, Susana Giménez und Mercedes Sosa.
Ab 1950 wurden ihre Werke auch weltweit in verschiedenen Ausstellungen gezeigt. Sie war Mitglied der Gesellschaft Deutscher Lichtbildner, der Consejo Argentino de Fotografia, der La Carpeta de los Dias und der Asociación de la Danza. Von der Fédération internationale de l’Art photographique wurde Heinrich als Honorable Excelencia FIAP ausgezeichnet. 1992 wurde sie zur Ehrenbürgerin von Buenos Aires ernannt. Im Jahr 2001 wurde sie anlässlich der ersten Bienal Internacional de Arte de Buenos Aires mit dem Preis des Museo Nacional de Bellas Artes ausgezeichnet.
Im September 2005 starb Annemarie Heinrich im Alter von 93 Jahren in Buenos Aires. Sie wurde in der deutschen Sektion des Cementerio de la Chacarita beigesetzt. Heinrich war mit dem Schriftsteller Ricardo Sanguinetti verheiratet. Sie hinterließ zwei Kinder, Alice und Ricardo Sanguinetti, die ebenfalls als Fotografen tätig sind.